# Tortula atrovirens
Tortula atrovirens är en bladmossart som beskrevs av Lindberg 1864. Tortula atrovirens ingår i släktet tussmossor, och familjen Pottiaceae. Inga underarter finns listade i Catalogue of Life.